# Selim Palmgren
Selim Palmgren   (Pori, 16 de febrer de 1878 - Hèlsinki, 13 de desembre de 1951), nom complet Selim Gustaf Adolf Palmgren, fou un compositor, pianista i director d'orquestra finlandès.
Estudià en el Conservatori de Hèlsinki des de 1895 fins al 1899, sent deixeble de Wegelius (composició) i de Petzer (piano). Més tard amplià coneixements a Alemanya i Itàlia. En aquest últim país cursà el piano durant algun temps amb Busoni.
De retorn a Finlàndia, es donà conèixer com a brillant concertista, inspirat compositor i notable director d'orquestra i masses corals. El 1910 donà al teatre la seva primera òpera, Daniel Hjort, estrenada llavors a Helsingfors (avui Hèlsinki). El 1923 es traslladà als Estats Units, sent nomenat professor de composició de l'Eastman School of Music, de Rochester. Va escriure una altra òpera, Peter Schlemihl, mai representada, diverses obres corals i gran quantitat de música per a piano, entre ella dos Concerts titulats Methamorphoses i The River.

## Tècnica
Pel colorit especial de les seves idees melòdiques i de la seva harmonització recorden les seves composicions pianístiques a l'estil de Grieg. Riques d'inventiva rítmica, mostren una mestressa completa de l'autor en el tractament tècnic i en la disposició dels contrasts.
El 1910 es casà amb la soprano Maikki Järnefelt de soltera Maria Pakarinen, (1871-1929), divorciada del també músic Armas Järnefelt.